# Artabotrys aurantiacus
Artabotrys aurantiacus Engl. & Diels – gatunek rośliny z rodziny flaszowcowatych (Annonaceae Juss.). Występuje naturalnie w Ghanie, Kamerunie, Republice Środkowoafrykańskiej, Gwinei Równikowej, Gabonie, Kongo oraz Demokratycznej Republice Konga. 

## Morfologia
PokrójZimozielone zdrewniałe liany. Młode pędy są owłosione.
LiścieMają eliptycznie podłużny kształt. Mierzą 5–10 cm długości oraz 4,5–6 cm szerokości. Są skórzaste, lekko owłosione od spodu. Nasada liścia jest zaokrąglona lub klinowa. Wierzchołek jest spiczasty. Ogonek liściowy jest lekko owłosiony i dorasta do 3–5 mm długości.
KwiatyZebrane w kwiatostany. Rozwijają się w kątach pędów. Działki kielicha mają trójkątny kształt i dorastają do 3–5 mm długości, są owłosione. Płatki mają początkowo białą lub zielonkawą barwę, lecz później stają się żółtopomarańczowe. Zewnętrzne mają owalnie lancetowaty kształt i osiągają 10–30 mm długości, natomiast wewnętrzne są lancetowato równowąskie. Kwiaty mają 8–10 owłosionych słupków o jajowatym kształcie i długości 1–2 mm.
OwoceTworzą owoc zbiorowy. Mają podłużnie elipsoidalny kształt. Osiągają 15–90 mm długości. Mają czerwoną barwę.

## Biologia i ekologia
Rośnie w wilgotnych lasach.